# Gran Premio motociclistico del Giappone 1991
Il Gran Premio motociclistico del Giappone 1991 è stata la prima prova del motomondiale del 1991.
Kevin Schwantz è stato il vincitore della gara riservata alla classe 500, lo statunitense, autore anche della pole position, ha portato a compimento una gara tiratissima, con Mick Doohan (secondo), Wayne Rainey (terzo) e John Kocinski (quarto ed autore del giro veloce della gara) in lotta per la vittoria fino all'ultimo giro.
Nella lista degli iscritti alla classe 500 da riscontrare la presenza di ventinove piloti, di questi però soltanto sedici registrati quali piloti titolari (quindi iscritti a tutte le gare del campionato), i restanti (tredici piloti) erano tutti con lo status di wild card. Tra i piloti partecipanti grazie ad una wild card, da segnalare il rientro in una gara del motomondiale per Kevin Magee dopo la caduta nel GP degli Stati Uniti dell'anno precedente, il pilota australiano prese parte a questo GP con il team ufficiale Lucky Strike Suzuki.
Incerta fino alla fine anche la gara della classe 250, con Luca Cadalora che riesce ad avere la meglio di Carlos Cardús, sopravanzandolo sulla linea del traguardo di pochi millesimi. Terzo all'arrivo Wilco Zeelenberg, autore il giorno precedente la gara della sua prima pole position in carriera nel motomondiale.
In tutte e tre le classi presenti in questo GP numerosissimi sono stati i piloti di nazionalità giapponese iscritti come wild card, nessuno di essi però è riuscito a raggiungere risultati di rilievo ad eccezione di Noboru Ueda che, all'esordio in una competizione motociclistica mondiale, ottiene subito la vittoria ed anche la pole ed il giro più veloce nella gara della classe 125. Proprio grazie alla risonanza ottenuta da questa vittoria, Ueda riesce a trovare dei finanziamenti per poter coprire i costi dell'intera stagione sportiva, iscrivendosi pertanto a tutte le restanti gare in calendario come pilota titolare. Da sottolineare inoltre come l'ultimo pilota giapponese ad ottenere una vittoria nella 125 era stato Yoshimi Katayama al Gran Premio di Germania del 1967.
Dal punto di vista statistico, Doug Chandler in 500 e Gimmi Bosio in 125, hanno fatto segnare i primi punti iridati alla loro gara d'esordio nel motomondiale.
Non prevista la presenza della gara della classe sidecar in questo GP.

## Classe 500

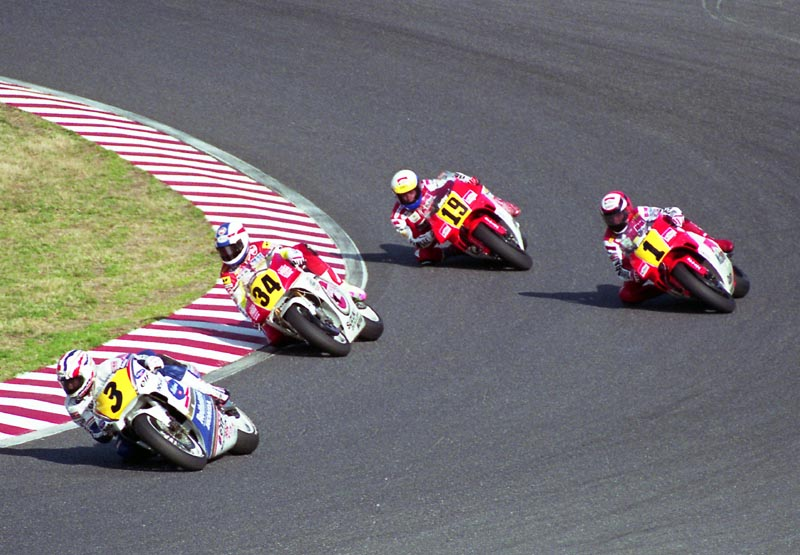
Una fase del GP, dove si notano: Doohan (3), Schwantz (34), Kocinski (19) e Rainey (1)

### Arrivati al traguardo
| Pos. | Nº | Pilota             | Squadra                | Motocicletta     | Giri | Tempo     | Griglia | Punti |
| ---- | -- | ------------------ | ---------------------- | ---------------- | ---- | --------- | ------- | ----- |
| 1º   | 34 | Kevin Schwantz     | Lucky Strike Suzuki    | Suzuki RGV Γ 500 | 22   | 48'35.747 | 1º      | 20    |
| 2º   | 3  | Mick Doohan        | Rothmans Honda         | Honda NSR 500    | 22   | +0.204    | 2º      | 17    |
| 3º   | 1  | Wayne Rainey       | Marlboro Team Roberts  | Yamaha YZR 500   | 22   | +0.353    | 5º      | 15    |
| 4º   | 19 | John Kocinski      | Marlboro Team Roberts  | Yamaha YZR 500   | 22   | +0.556    | 3º      | 13    |
| 5º   | 5  | Wayne Gardner      | Rothmans Honda         | Honda NSR 500    | 22   | +35.311   | 11º     | 11    |
| 6º   | 7  | Eddie Lawson       | Cagiva                 | Cagiva C591      | 22   | +44.915   | 6º      | 10    |
| 7º   | 6  | Juan Garriga       | Ducados Yamaha         | Yamaha YZR 500   | 22   | +55.830   | 4º      | 9     |
| 8º   | 10 | Sito Pons          | Campsa Honda           | Honda NSR 500    | 22   | +1'08.316 | 13º     | 8     |
| 9º   | 41 | Keiichiro Iwahashi | Ajinomoto              | Honda NSR 500    | 22   | +1'08.373 | 10º     | 7     |
| 10º  | 12 | Alex Barros        | Cagiva                 | Cagiva C591      | 22   | +1'15.302 | 8º      | 6     |
| 11º  | 21 | Doug Chandler      | Roberts Yamaha Castrol | Yamaha YZR 500   | 22   | +1'15.595 | 17º     | 5     |
| 12º  | 20 | Adrien Morillas    | Yamaha Sonauto Mobil 1 | Yamaha YZR 500   | 22   | +1'18.928 | 16º     | 4     |
| 13º  | 9  | Kevin Magee        | Lucky Strike Suzuki    | Suzuki RGV Γ 500 | 22   | +1'20.899 | 18º     | 3     |
| 14º  | 27 | Didier de Radiguès | Lucky Strike Suzuki    | Suzuki RGV Γ 500 | 22   | +1'22.472 | 19º     | 2     |
| 15º  | 46 | Peter Goddard      | Hayashi                | Yamaha YZR 500   | 22   | +1'22.696 | 12º     | 1     |
| 16º  | 28 | Shin'ichi Itō      | Pentax                 | Honda NSR 500    | 22   | +1'38.831 | 9º      |       |
| 17º  | 45 | Toshihiko Honma    | YMO                    | Yamaha YZR 500   | 22   | +1'41.697 | 24º     |       |
| 18º  | 37 | Kunio Machii       | Nescafé                | Yamaha YZR 500   | 22   | +1'41.905 | 20º     |       |
| 19º  | 40 | Satoshi Tsujimoto  | S.R.T.                 | Suzuki RGV Γ 500 | 22   | +1'54.952 | 22º     |       |
| 20º  | 36 | Hikaru Miyagi      | Ajinomoto              | Honda NSR 500    | 22   | +1'55.213 | 21º     |       |
| 21º  | 25 | Tatsuro Arata      | Itohen                 | Yamaha YZR 500   | 21   | +1 giro   | 27º     |       |
| 22º  | 16 | Cees Doorakkers    | HEK-Bauwmachines       | Honda RS 500     | 21   | +1 giro   | 28º     |       |

### Ritirati
| Nº | Pilota               | Squadra                | Motocicletta     | Giri | Griglia |
| -- | -------------------- | ---------------------- | ---------------- | ---- | ------- |
| 17 | Eddie Laycock        | Millar Racing          | Yamaha YZR 500   | 17   | 26º     |
| 8  | Jean-Philippe Ruggia | Yamaha Sonauto Mobil 1 | Yamaha YZR 500   | 9    | 7º      |
| 39 | Keiji Ohishi         | Camel                  | Yamaha YZR 500   | 9    | 25º     |
| 35 | Norihiko Fujiwara    | Kirin Mets             | Yamaha YZR 500   | 7    | 15º     |
| 38 | Osamu Hiwatashi      | S.R.T.                 | Suzuki RGV Γ 500 | 1    | 23º     |
| 44 | Tadahiko Taira       | Y.R.T.R.               | Yamaha YZR 500   | 1    | 14º     |

### Non qualificato
| Nº | Pilota           | Squadra    | Motocicletta |
| -- | ---------------- | ---------- | ------------ |
| 13 | Niggi Schmassman | Technotron | Honda RS 500 |

## Classe 250

### Arrivati al traguardo
| Pos. | Nº | Pilota               | Squadra                      | Motocicletta | Giri | Tempo     | Griglia | Punti |
| ---- | -- | -------------------- | ---------------------------- | ------------ | ---- | --------- | ------- | ----- |
| 1º   | 3  | Luca Cadalora        | Rothmans-Kanemoto Honda      | Honda        | 20   | 45'23.048 | 8º      | 20    |
| 2º   | 2  | Carlos Cardús        | Repsol Honda - Cardús        | Honda        | 20   | +0.255    | 2º      | 17    |
| 3º   | 5  | Wilco Zeelenberg     | Sharp Sanson - Bieffe        | Honda        | 20   | +17.876   | 1º      | 15    |
| 4º   | 53 | Masumitsu Taguchi    |                              | Honda        | 20   | +21.180   | 9º      | 13    |
| 5º   | 55 | Nobuatsu Aoki        | Cup Noodle Racing            | Honda        | 20   | +21.560   | 11º     | 11    |
| 6º   | 52 | Tetsuya Harada       | Nescafé Yamaha Racing        | Yamaha       | 20   | +21.570   | 3º      | 10    |
| 7º   | 4  | Helmut Bradl         | HB Honda Racing Team Germany | Honda        | 20   | +22.060   | 6º      | 9     |
| 8º   | 7  | Masahiro Shimizu     | Ajinomoto Honda - HRC        | Honda        | 20   | +23.103   | 18º     | 8     |
| 9º   | 13 | Loris Reggiani       | Aprilia Unlimited Jeans      | Aprilia      | 20   | +31.920   | 15º     | 7     |
| 10º  | 54 | Tsutomu Udagawa      |                              | Honda        | 20   | +37.366   | 4º      | 6     |
| 11º  | 57 | Katsuyoshi Kozono    | JHA Racing                   | Honda        | 20   | +37.953   | 7º      | 5     |
| 12º  | 61 | Kyoji Nanba          |                              | Yamaha       | 20   | +40.569   | 12º     | 4     |
| 13º  | 8  | Jochen Schmid        | Schuh-Zwafink Racing         | Honda        | 20   | +56.684   | 17º     | 3     |
| 14º  | 6  | Martin Wimmer        | Lucky Strike Suzuki          | Suzuki       | 20   | +56.734   | 10º     | 2     |
| 15º  | 56 | Toshiyuki Arakaki    |                              | Honda        | 20   | +57.140   | 16º     | 1     |
| 16º  | 59 | Osamu Miyazaki       |                              | Yamaha       | 20   | +58.962   | 20º     |       |
| 17º  | 9  | Pierfrancesco Chili  |                              | Aprilia      | 20   | +1'00.083 | 13º     |       |
| 18º  | 51 | Jean Pierre Jeandat  |                              | Honda        | 20   | +1'03.334 | 23º     |       |
| 19º  | 18 | Andreas Preining     |                              | Aprilia      | 20   | +1'08.539 | 19º     |       |
| 20º  | 33 | Stefan Prein         |                              | Honda        | 20   | +1'10.775 | 21º     |       |
| 21º  | 16 | Alberto Puig         |                              | Yamaha       | 20   | +1'31.053 | 26º     |       |
| 22º  | 58 | Takehiko Kurokawa    |                              | Honda        | 20   | +1'34.951 | 30º     |       |
| 23º  | 21 | Leon van der Heijden |                              | Honda        | 20   | +1'35.323 | 27º     |       |
| 24º  | 60 | Yoshiaki Katō        |                              | Yamaha       | 20   | +1'38.026 | 25º     |       |
| 25º  | 15 | Carlos Lavado        |                              | Yamaha       | 20   | +1'41.074 | 31º     |       |
| 26º  | 17 | Paolo Casoli         |                              | Yamaha       | 20   | +1'48.765 | 29º     |       |
| 27º  | 47 | Urs Jücker           |                              | Yamaha       | 20   | +2'07.317 | 37º     |       |
| 28º  | 14 | Peter Lindén         |                              | Honda        | 20   | +2'10.769 | 32º     |       |
| 29º  | 42 | Kevin Mitchell       |                              | Yamaha       | 20   | +2'13.523 | 36º     |       |
| 30º  | 41 | Frédéric Protat      |                              | Aprilia      | 20   | +2'13.687 | 34º     |       |
| 31º  | 23 | Jim Filice           |                              | Yamaha       | 19   | +1 giro   | 24º     |       |
| 32º  | 32 | Bernard Haenggeli    |                              | Aprilia      | 19   | +1 giro   | 33º     |       |

### Ritirati
| Nº | Pilota             | Motocicletta | Giri | Griglia |
| -- | ------------------ | ------------ | ---- | ------- |
| 62 | Hiroyuki Yamagishi | Honda        | 18   | 28º     |
| 44 | Jaime Mariano      | Aprilia      | 16   | 35º     |
| 11 | Àlex Crivillé      | JJ Cobas     | 13   | 14º     |
| 45 | Corrado Catalano   | Honda        | 6    | 38º     |
| 29 | Tadayuki Okada     | Honda        | 5    | 5º      |
| 20 | Doriano Romboni    | Honda        | 1    | 22º     |

### Non qualificato
| Nº | Pilota     | Motocicletta |
| -- | ---------- | ------------ |
| 48 | Ian Newton | Yamaha       |

## Classe 125

### Arrivati al traguardo
| Pos. | Nº | Pilota                    | Squadra                    | Motocicletta | Giri | Tempo     | Griglia | Punti |
| ---- | -- | ------------------------- | -------------------------- | ------------ | ---- | --------- | ------- | ----- |
| 1º   | 56 | Noboru Ueda               | Hero Sports TS             | Honda        | 16   | 38'26.905 | 1º      | 20    |
| 2º   | 7  | Fausto Gresini            | AGV - Pileri Corse         | Honda        | 16   | +2.553    | 3º      | 17    |
| 3º   | 1  | Loris Capirossi           | AGV - Pileri Corse         | Honda        | 16   | +8.676    | 2º      | 15    |
| 4º   | 55 | Masato Shima              |                            | Honda        | 16   | +15.917   | 10º     | 13    |
| 5º   | 5  | Jorge Martínez            | Coronas Racing             | JJ Cobas     | 16   | +33.737   | 31º     | 11    |
| 6º   | 10 | Heinz Lüthi               | ELF Compétition            | Honda        | 16   | +37.389   | 11º     | 10    |
| 7º   | 28 | Ralf Waldmann             | Schuh-Zwafink Honda Racing | Honda        | 16   | +37.546   | 16º     | 9     |
| 8º   | 53 | Akira Saitō               |                            | Honda        | 16   | +38.930   | 12º     | 8     |
| 9º   | 54 | Soichiro Satoh            |                            | Honda        | 16   | +39.174   | 15º     | 7     |
| 10º  | 11 | Adi Stadler               | RS RallyeSport GmbH        | JJ Cobas     | 16   | +39.327   | 5º      | 6     |
| 11º  | 12 | Gabriele Debbia           | Team Italia                | Aprilia      | 16   | +39.380   | 13º     | 5     |
| 12º  | 51 | Nobuyuki Wakai            | Moto Bum Racing            | Honda        | 16   | +39.425   | 4º      | 4     |
| 13º  | 59 | Yosuke Yamakawa           |                            | Honda        | 16   | +45.178   | 8º      | 3     |
| 14º  | 27 | Gimmi Bosio               | HB Italy - Gilera Club     | Honda        | 16   | +47.160   | 17º     | 2     |
| 15º  | 58 | Kin'ya Wada               | ICM Racing Associates      | Honda        | 16   | +47.506   | 22º     | 1     |
| 16º  | 2  | Hans Spaan                |                            | Honda        | 16   | +47.883   | 7º      |       |
| 17º  | 60 | Masayuki Hirose           |                            | Honda        | 16   | +48.032   | 24º     |       |
| 18º  | 16 | Kōji Takada               |                            | Honda        | 16   | +54.478   | 26º     |       |
| 19º  | 20 | Hisashi Unemoto           |                            | Honda        | 16   | +54.555   | 20º     |       |
| 20º  | 46 | Arie Molenaar             |                            | Honda        | 16   | +1'03.982 | 32º     |       |
| 21º  | 4  | Dirk Raudies              |                            | Honda        | 16   | +1'05.364 | 40º     |       |
| 22º  | 17 | Steve Patrickson          |                            | Honda        | 16   | +1'06.647 | 23º     |       |
| 23º  | 57 | Hideaki Ueno              |                            | Honda        | 16   | +1'06.674 | 18º     |       |
| 24º  | 14 | Julián Miralles Caballero |                            | JJ Cobas     | 16   | +1'06.892 | 30º     |       |
| 25º  | 9  | Alessandro Gramigni       |                            | Aprilia      | 16   | +1'31.032 | 28º     |       |
| 26º  | 40 | Johnny Wickström          |                            | Honda        | 16   | +1'30.576 | 33º     |       |
| 27º  | 18 | Robin Appleyard           |                            | Honda        | 16   | +1'30.874 | 27º     |       |
| 28º  | 15 | Maurizio Vitali           |                            | Gazzaniga    | 16   | +1'30.939 | 19º     |       |
| 29º  | 45 | Thierry Feuz              |                            | Honda        | 16   | +1'32.191 | 35º     |       |
| 30º  | 47 | Oliver Petrucciani        |                            | Aprilia      | 16   | +1'56.424 | 37º     |       |
| 31º  | 29 | Peter Galvin              |                            | Honda        | 16   | +1'56.544 | 34º     |       |
| 32º  | 50 | Hubert Abold              |                            | Honda        | 16   | +2'24.346 | 39º     |       |
| 33º  | 91 | Manuel Herreros           |                            | JJ Cobas     | 15   | +1 giro   | 29º     |       |

### Ritirati
| Nº | Pilota            | Motocicletta | Giri | Griglia |
| -- | ----------------- | ------------ | ---- | ------- |
| 6  | Ezio Gianola      | Derbi        | 13   | 14º     |
| 52 | Mokoto Ono        | Honda        | 13   | 9º      |
| 42 | Herri Torrontegui | Honda        | 9    | 25º     |
| 3  | Bruno Casanova    | Honda        | 6    | 6º      |
| 19 | Alfred Waibel     | Honda        | 6    | 38º     |
| 35 | Kazuto Sakata     | Honda        | 5    | 21º     |
| 34 | Emilio Cuppini    | Gazzaniga    | 2    | 36º     |

### Non qualificati
| Nº | Pilota         | Motocicletta |
| -- | -------------- | ------------ |
| 44 | Alan Patterson | Honda        |
| 49 | René Dünki     | Honda        |